# Burgstelle Tafelberg

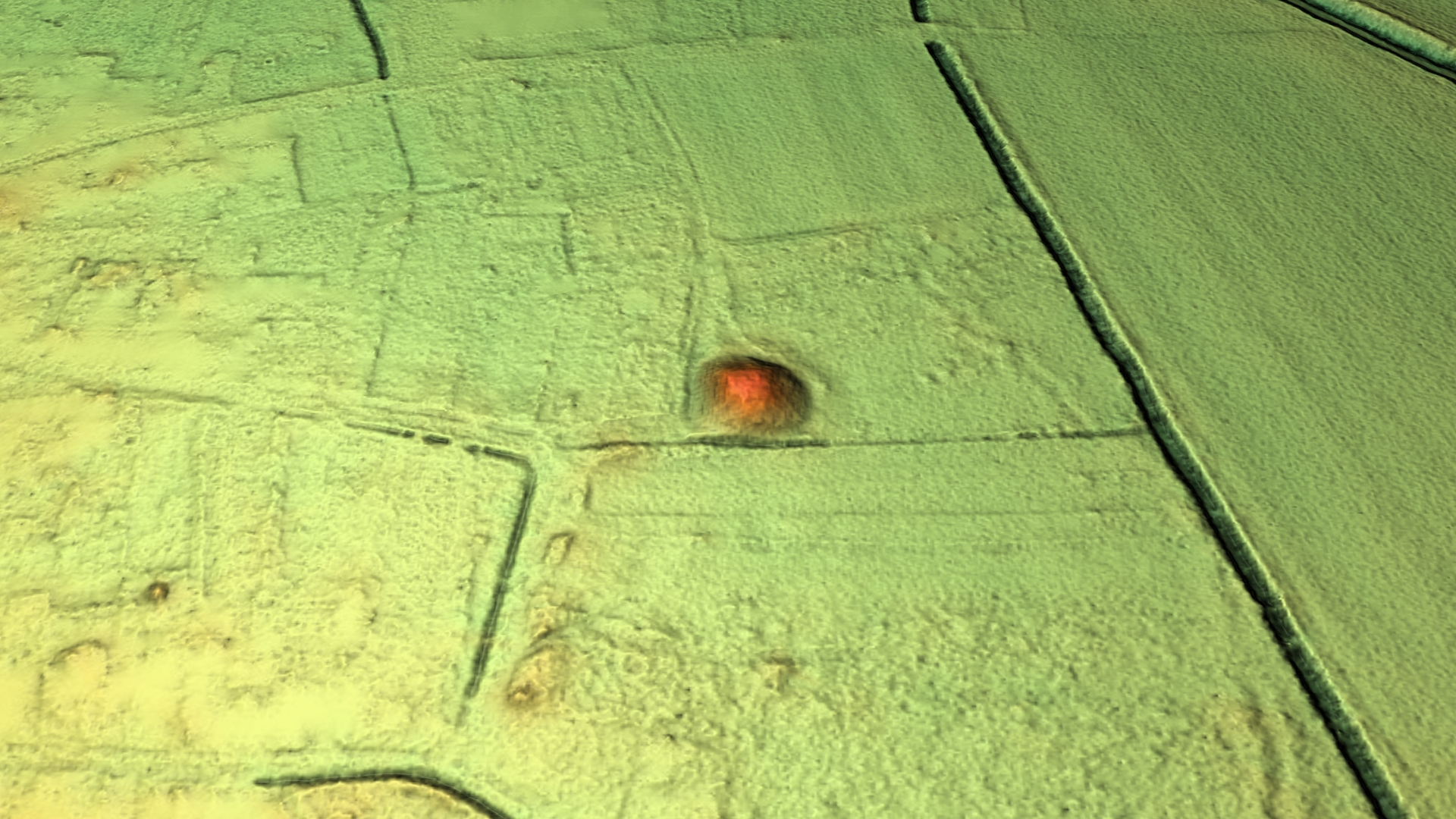
3D-Ansicht des digitalen Geländemodells

Die Burgstelle Tafelberg war eine im Mittelalter errichtete kleinere Befestigungsanlage am südöstlichen Ortsrand von Udestedt im Landkreis Sömmerda in Thüringen.

## Geschichte
Nach einer örtlichen Überlieferung war der als Tafelberg bezeichnete Hügel bei Udestedt eine heidnische Kultstätte.
Aus dem Jahr 1219  stammt die früheste Erwähnung von adeligen Zeugen, die mit dem Ort Udestedt in Verbindung stehen, es handelt sich um Ministerialen der Landgrafen von Thüringen. Die Burg Udestedt, nördlich von Erfurt wurde 1254 als Verhandlungsort genutzt, als sich ein Bevollmächtigter (?) des Erzbischofs von Mainz und der Landgraf von Thüringen in einer Liste von strittigen Fragen verglichen.
Im Jahr 1345 kaufte die Stadt Erfurt das Dorf Udestedt für 500 Mark von Rudolf von Mellingen. Dieser Kauf steht offenbar im Zusammenhang mit dem Ende des Thüringer Grafenkrieges. Im gleichen Jahr erhielt die Stadt Erfurt als Dank für ihre Unterstützung vom Thüringer Landgrafen die Burg Udestedt übergeben. Diese sicherte fortan noch eine Zeit die nach Norden führenden Handelsstraßen der Stadt und diente zum Schutz der Erfurter Landgemeinden.

## Bauliche Anlage
Die Burganlage vom Typ einer Turmhügelburg (Motte) bestand aus dem heute noch vorhandenen Burghügel mit umlaufendem Wassergraben. Von der Anlage besteht noch ein mehrere Meter hoher Schuttkegel mit einem Durchmesser von 20 Metern. Südlich der Burgstelle befand sich um die Jahrhundertwende eine Parkanlage des Gutshofes.
Die Anlage ist ein ausgewiesenes Bodendenkmal.